# Trabéculectomie
La trabéculectomie est l'ablation chirurgicale de tout ou partie du trabéculum, tissu de l'angle irido-cornéen à travers lequel filtre l'humeur aqueuse afin d'être excrétée. Développée dans les années 1970 par les ophtalmologistes britanniques Peter Watson (en) et John Cairns, elle est indiquée comme traitement chirurgical du glaucome. 
La trabéculectomie est une technique chirurgicale perforante, par opposition à une alternative chirurgicale plus récente, non perforante, appelée « sclérectomie profonde non perforante » ou SPNP, technique plus complexe mais comportant moins de risques et dans l'ensemble mieux tolérée[réf. souhaitée]. Ces procédures chirurgicales peuvent ne pas produire l'effet escompté (échec chirurgical) à plus ou moins brève échéance. Dans ce cas le glaucome est considéré comme réfractaire et il devient candidat à des thérapies physiques, comme le laser diode ou la procédure UC3 (cyclocoagulation circulaire par ultrasons).